# Сёкэй
Сёкэй или Сёкё (яп. 正慶 сё:кэй, сё:кё:) — девиз правления (нэнго) японского императора Когона из северной династии, использовавшийся с 1332 по 1333 год.
Девиз правления был объявлен императором Когоном. Ввиду гражданской войны и раскола императорского двора на Южную и Северную ветви, одновременно существовало две системы летосчисления. Объявленный императором Го-Дайго (Южная ветвь) девиз Гэнко (1331—1334) император Когон не признавал.

## Продолжительность
Начало и конец эры:
- 28-й день 4-й луны 4-го года Гэнтоку (по юлианскому календарю — 23 мая 1332);
- 25-й день 5-й луны 2-го года Сёкэй (по юлианскому календарю — 7 июля 1333).

## Происхождение
Название нэнго было заимствовано из древнекитайского сочинения Книга Перемен:「以中正有慶之徳、有攸往也、何適而不利哉」.

## События
даты по юлианскому календарю
- 17 апреля 1332 года (22-й день 3-й луны 1-го года Сёкэй / 2-го года Гэнко) — на престол взошёл император Когон; одновременно продолжил править император Го-Дайго. В стране установилось двоевластие[5];
- 16 ноября 1332 года (28-й день 10-й луны 1-го года Сёкэй / 2-го года Гэнко) — император Когон прошёл обряд священного очищения в святилище Камо на берегу одноименной реки[5];
- 1 декабря 1332 года (13-й день 11-й луны 1-го года Сёкэй / 2-го года Гэнко) — Когон совершил церемонию подношения богам риса нового урожая[5];
- 1332 год (1-й год Сёкэй / 2-й год Гэнко) — регентом стал Левый министр из Такадзукаса князь Фуюнори, главой Ведомства наказаний стал Советник среднего ранга Хино Сукэна[5];
- 1332 год (1-й год Сёкэй / 2-й год Гэнко) — дикие голуби погасили «вечный светильник» (был установлен Го-Дайго), а затем были загрызены лаской; современники отметили произошедшее как недобрый знак[6].

## Сравнительная таблица
Ниже представлена таблица соответствия японского традиционного и европейского летосчисления. В скобках к номеру года японской эры указано название соответствующего года из 60-летнего цикла китайской системы гань-чжи. Японские месяцы традиционно названы лунами.
| 1-й год Сёкэй (Водяная Обезьяна) | 1-я луна       | 2-я луна*  | 3-я луна                | 4-я луна* | 5-я луна  | 6-я луна | 7-я луна* | 8-я луна   | 9-я луна*   | 10-я луна  | 11-я луна | 12-я луна* |               |
| 2-й год Гэнко                    | 1-я луна       | 2-я луна*  | 3-я луна                | 4-я луна* | 5-я луна  | 6-я луна | 7-я луна* | 8-я луна   | 9-я луна*   | 10-я луна  | 11-я луна | 12-я луна* |               |
| -------------------------------- | -------------- | ---------- | ----------------------- | --------- | --------- | -------- | --------- | ---------- | ----------- | ---------- | --------- | ---------- | ------------- |
| Юлианский календарь              | 28 января 1332 | 27 февраля | 27 марта                | 26 апреля | 25 мая    | 24 июня  | 24 июля   | 22 августа | 21 сентября | 20 октября | 19 ноября | 19 декабря |               |
| 2-й год Сёкэй (Водяной Петух)    | 1-я луна*      | 2-я луна   | 2-я луна (високосная) * | 3-я луна  | 4-я луна* | 5-я луна | 6-я луна* | 7-я луна   | 8-я луна    | 9-я луна*  | 10-я луна | 11-я луна  | 12-я луна*    |
| 3-й год Гэнко                    | 1-я луна*      | 2-я луна   | 2-я луна (високосная) * | 3-я луна  | 4-я луна* | 5-я луна | 6-я луна* | 7-я луна   | 8-я луна    | 9-я луна*  | 10-я луна | 11-я луна  | 12-я луна*    |
| Юлианский календарь              | 17 января 1333 | 15 февраля | 17 марта                | 15 апреля | 15 мая    | 13 июня  | 13 июля   | 11 августа | 10 сентября | 10 октября | 8 ноября  | 8 декабря  | 7 января 1334 |

* звёздочкой отмечены короткие месяцы (луны) продолжительностью 29 дней. Остальные месяцы длятся 30 дней.